# Найник Тетяна Борисівна
Тетя́на Бори́сівна На́йник (рос. Татья́на Бори́совна На́йник; 6 квітня 1978, Ленінград, Російська РФСР, СРСР) — солістка та продюсер групи Maybe. Колишня солістка українського жіночого поп-гурту «ВІА Гра» (Квітень  — листопад 2002).

## Біографія
Закінчила художню школу, школу кінологів при зоологічному факультеті Санкт-Петербурзького державного університету. Університет ім. Герцена, за спеціальністю «Педагогічна психологія». У квітні 2002 року Тетяні запропонували зайняти місце колишньої Надії Грановської в гурті «ВІА Гра», яка покинула групу через вагітність. Разом з Альоною Вінницькою та Анною Сєдоковою вони склали перше тріо групи. Проте, в середині вересня молода мама Надія Грановська після народження малюка повернулася в колектив і Тетяні довелося покинути групу. Правда Тетяна покинула групу лише у листопаді місяці, тому що іноді заміняла Надію на концертах.
З 1996 року — професійна модель.
Працювала: у Франції, Іспанії, Італії, Нідерландах, Центральній Америці, Таїланді.

## Родина
Чоловік Олександр Терехов (в 2015 г).
- дочка Віра (24 серпня 2015 року народження).